# Блоджетт-Лендінг (Нью-Гемпшир)
Блоджетт-Лендінг (англ. Blodgett Landing) — переписна місцевість (CDP) в США, в окрузі Меррімак штату Нью-Гемпшир. Населення — 152 особи (2020).

## Географія
Блоджетт-Лендінг розташований за координатами 43°22′32″ пн. ш. 72°2′21″ зх. д. / 43.37556° пн. ш. 72.03917° зх. д. (43.375656, -72.039247).  За даними Бюро перепису населення США в 2010 році переписна місцевість мала площу 0,76 км², уся площа — суходіл.

## Демографія
Згідно з переписом 2010 року, у переписній місцевості мешкала 101 особа в 54 домогосподарствах у складі 32 родин. Густота населення становила 134 особи/км².  Було 159 помешкань (210/км²).
Расовий склад населення:
| - 98,0 % — білих - 1,0 % — корінних американців - 1,0 % — осіб інших рас |

До двох чи більше рас належало 0,0 %. Частка іспаномовних становила 2,0 % від усіх жителів.
За віковим діапазоном населення розподілялося таким чином: 6,9 % — особи молодші 18 років, 65,4 % — особи у віці 18—64 років, 27,7 % — особи у віці 65 років та старші. Медіана віку мешканця становила 57,3 року. На 100 осіб жіночої статі у переписній місцевості припадало 114,9 чоловіків;  на 100 жінок у віці від 18 років та старших — 113,6 чоловіків також старших 18 років.
Цивільне працевлаштоване населення становило 109 осіб. Основні галузі зайнятості: транспорт — 27,5 %, мистецтво, розваги та відпочинок — 19,3 %, роздрібна торгівля — 15,6 %, будівництво — 12,8 %.